# Manuel Comellas Coímbra

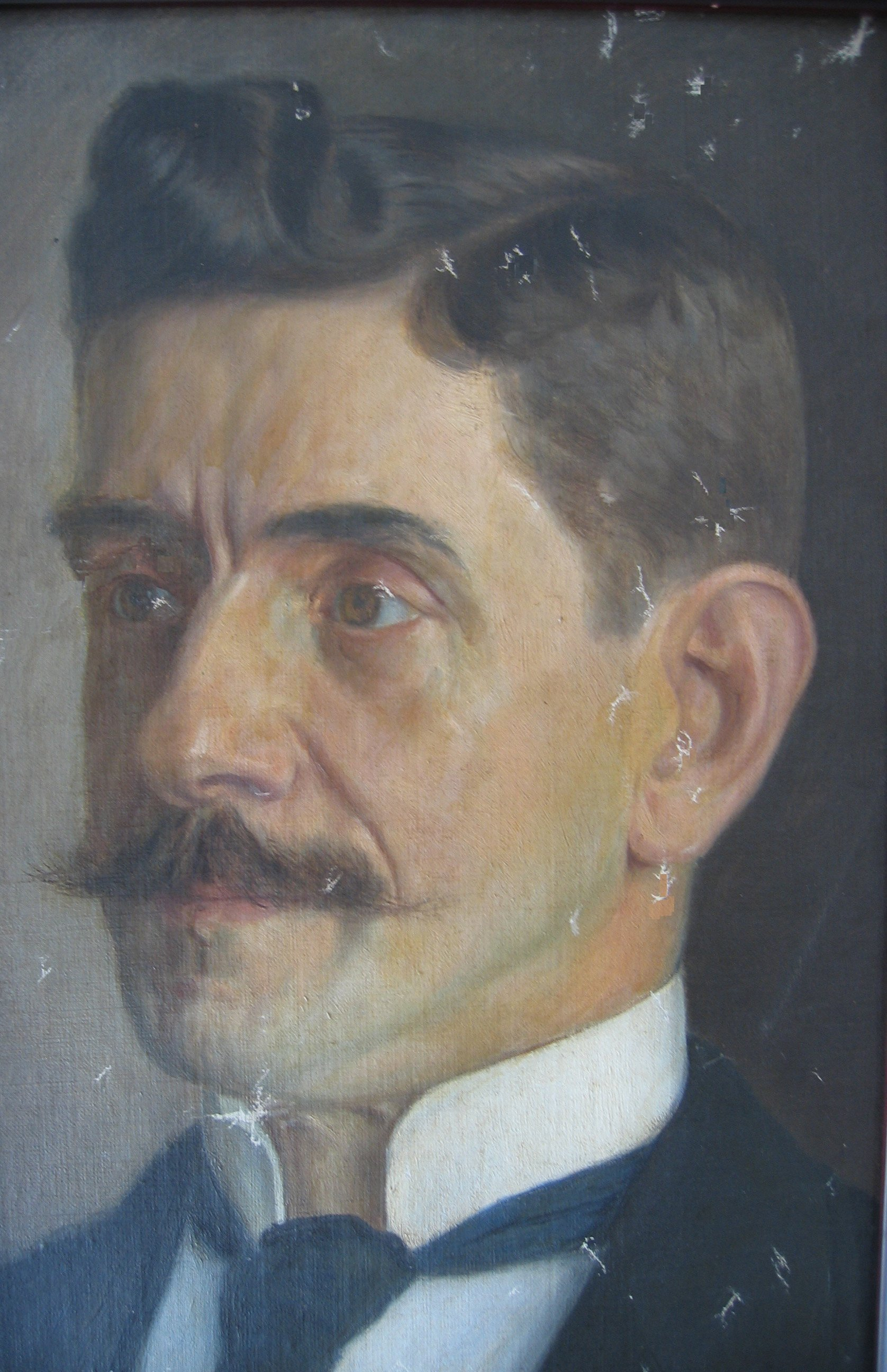
Manuel Comellas Coímbra

Manuel Comellas Coímbra (Ferrol, 1853 - Val de Mandiá, Ferrol, 1925) fue un escritor español en lengua gallega y española. Fue también director de El Correo Gallego, en cuya fundación participó en 1878.
Se trata, literariamente, de una figura menor del Rexurdimento gallego. No obstante, su constante actividad cultural en Galicia, en forma de participación en los numerosos certámenes literarios que florecieron en los inicios del rexurdimento y de presencia intelectual tanto en las numerosas publicaciones periódicas de entonces como en las tertulias, lo convirtieron en un escritor conocido en su época. 
La obra literaria de Comellas se divide entre sus poemas (odas, elegías y poemas de circunstancias y costumbristas), nunca publicados en libro, y la obra de teatro Pilara ou Grandezas d'os humildes: fantesía dramáteca en tres partes, publicada en 1920 y no reimpresa desde entonces. Su estreno en Ferrol obtuvo un gran éxito. 
También fue profesor, y fundador, del Colegio Comellas (1877-1934), sito en Ferrol, en el que estudiaron, entre otros, Francisco Franco y Ricardo Carvalho Calero. 
Apasionado de la botánica, gozaba de una gran hacienda en las afueras de Ferrol, con árboles y plantas exóticas, importadas del Japón y otros lugares, para aquel tiempo recónditos.
Sumó una gran fortuna, que utilizó para causas benéficas, dejando parte de su herencia a la Real Academia Gallega.
Comellas fue galardonado con distintos premios literarios, como, por ejemplo, los recibidos por sus odas a hombres ilustres (Quid Dicam?) y por sus ensayos. 
Ferviente católico, recibió también una condecoración de la Santa Sede en 1901, otorgada por el papa León XIII. En 1905, publicó un Catecismo Social según las enseñanzas de la inmortal Encíclica de la Santidad de León XIII "Rerum Novarum" extractadas y expuestas conforme al plan y método de la obra "Socialismo y Anarquismo" del P. Vicent S.J..
Fue abuelo del historiador y astrónomo José Luis Comellas.

## Premios y distinciones recibidas
- 1877. Palma de Plata en los Juegos Florales de La Coruña: A María Pita.
- 1882. Palma de Oro en los Juegos Florales de La Coruña: A Galicia (Nosa nai Galicia).
- 1888. Mejor artículo periodístico 1888: Imperio Industrial.
- 1892. Mejor artículo periodístico 1892: A Libertad.
- 1897. Premio Círculo Católico de Obreros: El Cristo de Candás.
- 1899. Premio Círculo Católico de Obreros: Doce Cantares Gallegos
- 1899. Emprendedor social, premio Quevedo de la Fundación Correo Gallego
- 1900. Premio "Mejor poesía corta galega 1900": A Enfermidade.
- 1901. Premio "Hombre de confianza de S.S. León XIII": Catecismo Rerum Novarvm. Según las normas de León XIII
- 1909. Premio Honorífico de la Real Academia Gallega.
- 1919. Mejor obra teatral dramática de Galicia: Pilara, a grandeza dos humildes.
- 1930. Asignado su nombre a una calle de Ferrol.